# Limnephilus atlanticus
Limnephilus atlanticus är en nattsländeart som beskrevs av Nybom 1948. Limnephilus atlanticus ingår i släktet Limnephilus och familjen husmasknattsländor. Inga underarter finns listade i Catalogue of Life.